# かもい岳温泉
かもい岳温泉（かもいだけおんせん）は、北海道歌志内市に存在する温浴宿泊施設。

## 沿革
- 1973年（昭和48年）12月9日 - 「歌志内市営神威岳温泉」として開設。簡易耐火造二階建て500平方メートル、和室5室20名・洋室4室20名・大浴場・食堂を擁する[3][4]。
- 1976年（昭和51年）11月15日 - 新館として雇用促進事業団委託産炭地労働者福祉施設が神威岳温泉に併設され「歌志内総合福祉センターかもい岳温泉」として開業、旧館の大浴場と食堂を和室に改修し宿泊人数を合計79名とする[3][4]。
- 1996年（平成8年）4月26日 - 炭鉱鉱業年金基金福祉施設を「ホテルかもい岳温泉」として改築し開業[5]。
- 2007年（平成19年）7月 - プラッサが指定管理者となる[1][3]。
- 2019年（平成31年）2月28日 - 指定管理者「プラッサ」の破産手続開始に伴い営業停止[6]。
- 2020年（令和2年）5月 - 札幌市の「M・かもい岳」にかもい岳スキー場とともに施設を無償譲渡[7]。
- 2024年（令和6年）
  - 1月6日 - リニューアルの上で「雲海の里かもい岳」に改称し5年ぶりに営業を再開、スキー場を利用する合宿団体を対象に先行営業[8]。
  - 3月1日 - 日帰り入浴再開[9]。
- 2025年（令和7年）
  - 4月12日 - 公式ホームページリニューアル。

## 施設
- 大浴場：薬湯・気泡風呂・フィンランドサウナ
  - 大浴場からは、炭鉱の露天掘り跡や近隣の山々を望むことが出来る。
- レストラン（夏季はランチタイムのみ営業）
  - 11:00 – 14:00（ラストオーダー 13:30）
  - 17:00 – 20:00（ラストオーダー 19:30）
- 娯楽室
- 研修室
- アスレチックルーム[2]
- ワックスルーム[2]
- 宿泊定員：90人
  - 本館：洋室（ツインルーム）・和室・和洋室（ツインルーム）・大和室
  - 別館：小和室
- 駐車場：80台収容[2]。

## 営業時間
- 年中無休 午前10時～午後10時まで[2]

## アクセス

### 鉄道
- JR函館本線砂川駅よりバスで40分[2]